# Taylor Sander
Taylor Lee Sander (Fountain Valley, 17 marzo 1992) è un giocatore di beach volley e pallavolista statunitense.

## Biografia
È il fratello maggiore del pallavolista Brenden Sander.

## Carriera

### Club
La carriera di Taylor Sander inizia con l'Orange Coast, col quale prende parte alle competizioni giovanili, e gioca poi parallelamente anche a livello scolastico con la Norco HS. Nel 2011 entra a far parte della squadra di pallavolo maschile della Brigham Young: raggiunge la Final Four nel 2013, quando perde in finale contro la UC Irvine; riceve inoltre numerosi riconoscimenti individuali, tra i quali spiccano quelli come National Newcomer of the Year e National Player of the Year.
Nella stagione 2014-15 inizia la carriera professionistica, ingaggiato dal BluVolley Verona nella Superlega italiana, club con il quale vince la Challenge Cup 2015-16, venendo premiato anche come MVP. Dopo due annate coi veneti, nel campionato 2016-17 disputa la Chinese Volleyball League col Beijing, raggiungendo le finali scudetto; conclusi gli impegni in Cina, firma coi qatarioti dell'Al-Arabi per la Coppa del Qatar, aggiudicandosi il torneo. Nel campionato seguente è nuovamente in Italia, con la Lube.
Per il campionato 2018-19 si accasa al Sada, nella Superliga Série A brasiliana, con cui vince il campionato sudamericano per club 2019, ricevendo il premio come miglior giocatore; nel campionato successivo avrebbe dovuto giocare con la Dinamo Mosca, ma un infortunio alla spalla, con conseguente intervento chirurgico e la relativa lunga riabilitazione, lo costringono a saltare l'annata: fa rientro in campo nella stagione 2020-21, accasandosi allo Skra Bełchatów, nella Polska Liga Siatkówki. 

### Nazionale
Fa parte anche delle selezioni statunitensi giovanili, vincendo la medaglia d'oro al campionato nordamericano Under-19 2008 ed al campionato nordamericano Under-21 2010.
Fa il suo debutto nella nazionale statunitense maggiore nel 2011, ma è solo un anno dopo che ottiene il primo successo, vincendo la Coppa Panamericana, premiato anche come MVP, mentre nel 2014 vince la medaglia d'oro alla World League, premiato in questo caso come miglior giocatore e miglior schiacciatore. Nel 2015 si aggiudica l'argento alla NORCECA Champions Cup, il bronzo alla World League e l'oro alla Coppa del Mondo, mentre, nel 2016, conquista il bronzo ai Giochi della XXXI Olimpiade.
Negli anni seguenti vince la medaglia d'oro al campionato nordamericano 2017, quella di bronzo alla Volleyball Nations League 2018, dove viene premiato come miglior schiacciatore, e al campionato mondiale 2018 e poi l'argento alla Volleyball Nations League 2019.

## Palmarès

### Club
- Coppa del Qatar: 1

2017
- Campionato sudamericano per club: 1

2019
- Challenge Cup: 1

2015-16

### Nazionale (competizioni minori)
- Campionato nordamericano Under-19 2008
- Campionato nordamericano Under-21 2010
- Coppa Panamericana 2012
- NORCECA Champions Cup 2015

### Premi individuali
- 2011 - National Newcomer of the Year
- 2011 - All-America Second Team
- 2012 - All-America First Team
- 2012 - Coppa Panamericana: MVP
- 2013 - All-America First Team
- 2013 - NCAA Division I: Los Angeles National All-Tournament Team
- 2013 - Coppa Panamericana: Miglior servizio
- 2014 - All-America First Team
- 2014 - National Player of the Year
- 2014 - NCAA Division I: Chicago National All-Tournament Team
- 2014 - World League: MVP
- 2014 - World League: Miglior schiacciatore
- 2016 - Challenge Cup: MVP
- 2018 - Volleyball Nations League: Miglior schiacciatore
- 2019 - Campionato sudamericano per club: MVP